# Cancaneo

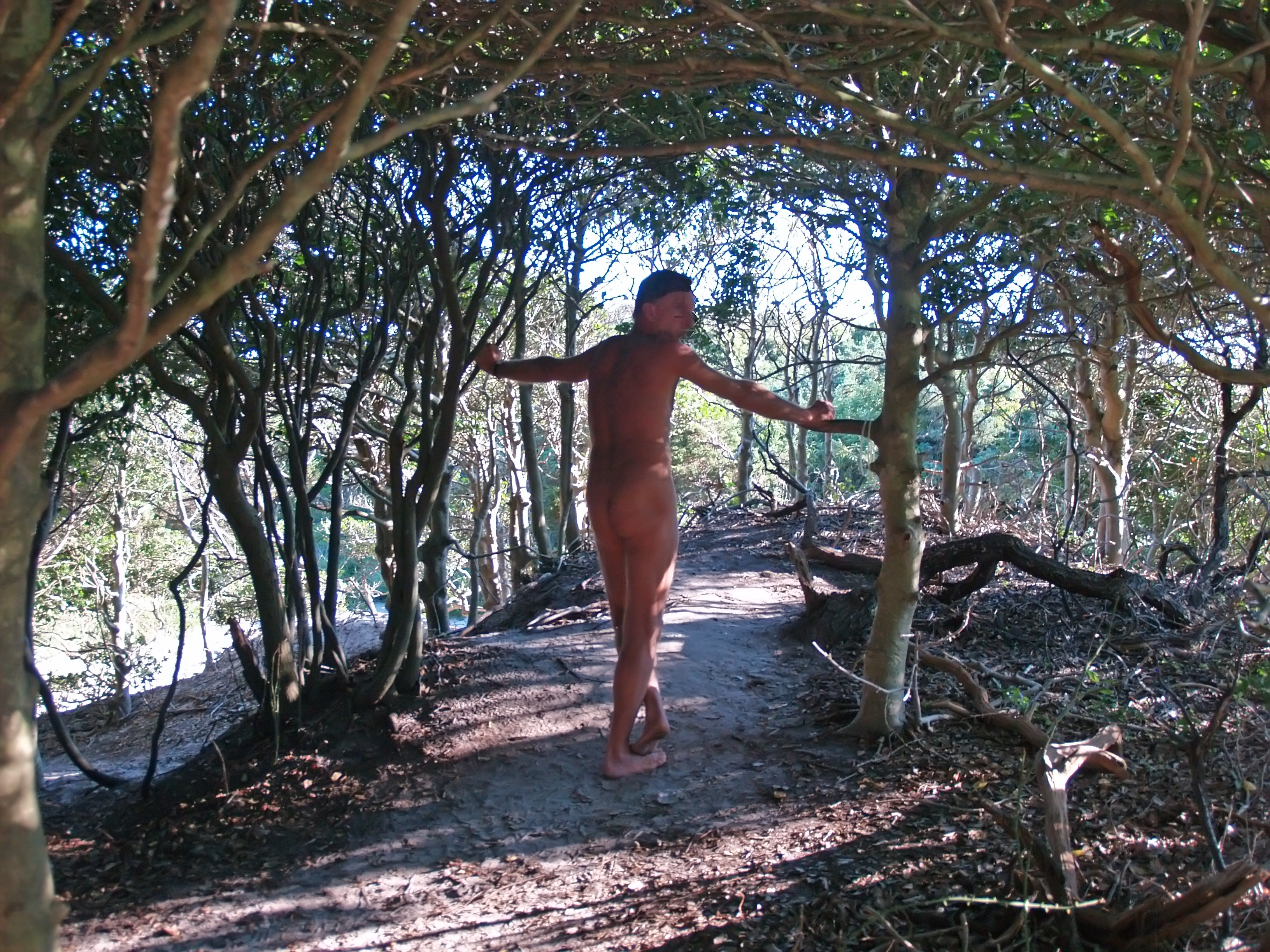
Muchas arboledas junto a las playas son zonas habituales de cancaneo.

El cancaneo es la práctica sexual consistente en mantener relaciones sexuales en lugares públicos, generalmente de forma anónima y sin ataduras. El cancaneo suele realizarse en parques, playas, bosques y demás descampados cercanos a zonas urbanas, así como en todo tipo de baños públicos y las áreas de descanso de las autopistas. El dogging es el anglicismo para referirse a esta actividad cuando los practicantes son heterosexuales, mientras que cruising es el término inglés usado en el ambiente gay.

## Etimología
La palabra española 'cancanear' definía originalmente la acción de vagar o pasear sin objeto determinado, y se deformó su significado para indicar que se buscaba un encuentro sexual durante el paseo.[cita requerida]
El origen de la palabra dogging es incierto. Algunos dicen que viene del hecho de que los mirones paseaban por lugares públicos con la excusa de pasear al perro (dog, en inglés); mientras que otros hacen referencia al hecho de practicar sexo en lugares públicos, como los perros.
El término cruising se acuñó en los años 1970 en EE. UU. y hacía referencia a un bar gay, el Booze 'n' Cruise, situado en la Ruta 66 en Albuquerque (Nuevo México). La palabra empezó a utilizarse como un código críptico en el argot gay inglés para poder hablar con otro homosexual de forma discreta (ya que la palabra originalmente significa atravesar caminando, patrullar, surcar) sin identificarse como gay ante los heterosexuales. Pero en la actualidad la apertura de la comunidad gay y los medios de comunicación han hecho al término de uso corriente.

## Cancaneo heterosexual
Se suele aceptar que es un fenómeno moderno de origen británico, cuya moda se ha extendido a otros países. Los lugares típicos para esta práctica son parques y aparcamientos. Suele haber más de dos participantes, y a veces evoluciona hacia una orgía. Los mirones son bienvenidos, lo que hace del dogging una forma de exhibicionismo. Los participantes se pueden reunir de forma casual o (cada vez más habitual) haberse citado a través de internet.

## Cancaneo homosexual
El cruising o cancaneo homosexual más que una práctica exhibicionista es un fenómeno más relacionado con encontrar un compañero sexual de forma anónima, discreta y sin ataduras, en lugares públicos pero lejos de las miradas extrañas. Además es un fenómeno más antiguo, existen registros históricos de que esta práctica ya se realizaba en la antigua Roma. Los baños públicos son mencionados como lugares para encontrar compañeros sexuales. Juvenal señala que allí los hombres se rascaban la cabeza con un dedo para identificarse ante los demás. También se cita que había hombres que buscaban marineros en las proximidades del distrito cercano al Tíber.